# István Miklósy
István Miklósy (ur. 22 sierpnia 1857 w Rakovcu nad Ondavou, zm. 29 października 1937 w Nyíregyházie) – węgierski duchowny greckokatolicki, pierwszy biskup ordynariusz Archieparchii Hajdúdorogu.

## Życiorys

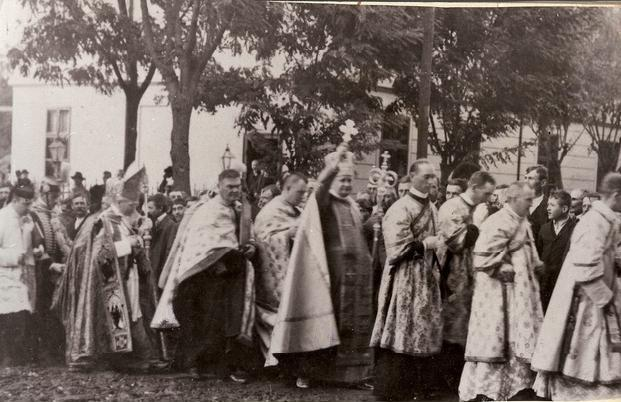
Konsekracja w Hajdúdorog (1913)

Święcenia kapłańskie przyjął 17 kwietnia 1884. Biskupem Archieparchii Hajdúdorogu został 5 października 1913. Po powołaniu archieparchii powstał problem wyznaczenia jej siedziby. Część wiernych była za tym, by siedzibą była Nyíregyháza, ale Miklósy zdecydował się na Debreczyn, co miało m.in. podłoże komunikacyjne. Został tam uroczyście powitany 15 października 1913. Sposób jego urzędowania zjednał mu zarówno miejscowych Węgrów, jak i Rumunów.
Mimo tego dokonano na niego zamachu. W lutym 1914 do kurii przyniesiono 18-kilogramową paczkę, która po próbie otwarcia wybuchła, zabijając na miejscu kilka osób. Biskup nie doznał żadnych szkód, ponieważ znajdował się w pewnej odległości od ładunku. Po wielu latach ustalono, że bombę nadał rumuński profesor szkoły wojskowej, Ilja Catarau, który ostatecznie nigdy nie został pociągnięty do odpowiedzialności za ten czyn (przyznał się do niego na łożu śmierci w San Francisco). Po zamachu biskup przeniósł się do Nyíregyházy (miasto do dziś pozostaje siedzibą archieparchii). 
Po wkroczeniu wojsk rumuńskich do części Węgier w 1916 został aresztowany. Wolność odzyskał po opuszczeniu przez Rumunów terenu Węgier.
Jego następcą był biskup Miklós Dudás.